# برادي بلوهم
برادي بلوهم (بالإنجليزية: Brady Bluhm) مواليد 6 يوليو 1983 في فونتانا، هو ممثل أمريكي بدأ مسيرته الفنية سنة 1989.

## الأعمال

### أفلام
- الغبي والأغبى (1994)
- ويني الدبدوب: أروع المغامرات (1997) (بدور: كريستوفر روبن)
- الغبي والأغبى 2 (2014)

## روابط خارجية
- برادي بلوهم على موقع IMDb (الإنجليزية)
- برادي بلوهم على موقع قاعدة بيانات الفيلم (الإنجليزية)